# 小阪憲司
小阪 憲司（こさか けんじ、1939年11月8日 - 2023年3月16日）は、日本の精神科医、医学者。横浜市立大学名誉教授。学位は、医学博士（順天堂大学・1982年）。レビー小体型認知症（英: Dementia with Lewy Bodies; DLB）の発見者として知られる。三重県伊勢市出身。

## 概要
1976年にレビー小体型認知症の症例を世界で初めて報告し、1978年にさらに3例を発表した。その後もレビー小体型認知症の診断、治療の発展に貢献した。その功績が評価され、2013年度朝日賞を受賞した。

## 略歴
- 1965年　金沢大学医学部医学科卒業
- 1982年　順天堂大学 医学博士　論文の題は「Lewy bodies in cerebral cortex : report of three cases」[6]。
- 1991年　横浜市立大学医学部精神医学講座主任教授
- 1996年　横浜市立大学医学部附属浦舟病院長
- 1999年　横浜市立大学附属市民総合医療センター精神医療センター長
- 2003年　横浜市立大学名誉教授

## ラジオ番組
- 知ればナットク、認知症（ラジオNIKKEI第1放送 毎週水曜日 16:45～17:15、2016年4月6日 - 2016年6月29日）

## 受賞
- 2013年度 朝日賞[7]